# Ligue 1 2010-11
El 7 d'agost del 2010 tenia lloc la primera jornada de la Ligue 1 2010-11. Els últims partits del campionat es disputaren el 29 de maig del 2011.
El Lille OSCM guanyà el seu tercer títol.

## Ascensos i descensos
Equips ascendits de la Ligue 2 2009-10
- 1r SM Caen
- 2n Stade Brestois 29
- 3r Arles-Avignon

Equips descendits de la Ligue 1 2009-10
- 18è Le Mans UC 72
- 19è US Boulogne
- 20è Grenoble Foot 38

## Classificació[1]
J = Partits jugats; G = Partits guanyats; E = Partits empatats; P = Partits Perduts; GF = Gols favor; GC = Gols contra; Dif = Diferència gols; Pts = Punts; Notes = Apunts posició
| Campió Ligue 1 2010-11 |
| ---------------------- |
| Lille OSCM 3r Títol    |

## Estadístiques

### Màxims golejadors[2]
| Jugador          | Gols | Equip            |
| ---------------- | ---- | ---------------- |
| Moussa Sow       | 25   | Lille OSCM       |
| Kévin Gameiro    | 22   | FC Lorient       |
| Grégory Pujol    | 17   | Valenciennes FC  |
| Youssef El-Arabi | 17   | SM Caen          |
| Lisandro López   | 17   | Olympique de Lió |

### Assistències[3]
| Jugador           | Assistències | Equip      |
| ----------------- | ------------ | ---------- |
| Marvin Martin     | 17           | FC Sochaux |
| Morgan Amalfitano | 13           | FC Lorient |
| Anthony Mounier   | 11           | OGC Nice   |
| Gervinho          | 10           | Lille OSCM |
| Eden Hazard       | 10           | Lille OSCM |